# Santa María (Ciudad Real)
Santa María es una aldea despoblada de la provincia de Ciudad Real perteneciente al municipio de Villahermosa (Castilla-La Mancha, España). A 7 km se encuentra Villanueva de la Fuente de la que depende del punto de vista eclesiástico.
Se encuentra a 990 m s. n. m. de altitud. Longitud: 2°45' Oeste; latitud: 38°44' Norte.
En 2015 no tenía ningún habitante según los datos oficiales del INE. A un kilómetro de distancia se encuentra la aldea de Cañamares, que ha dado siempre nombre al conjunto formado por ambas aldeas. Mientras que Cañamares se encuentra cerca de la vega del río que al que da nombre, Santa María se encuentra en lo alto de una loma de tierra de secano.
Formó parte dentro del partido del Campo de Montiel de la Orden de Santiago, formando parte de la encomienda de Cañamares y Torres, aldea esta hoy también despoblada y cercana a Montiel.
Muy cerca se encuentra el lugar llamado de la "Fuensomera" donde nace el río Cañamares.
- Datos: Q6120521